# 滋賀県道248号天満一色線
滋賀県道248号天満一色線（しがけんどう248ごう てんまいっしきせん）は、滋賀県米原市を通る一般県道である。

## 概要
米原市天満から米原市一色に至る。
JR東海東海道本線 近江長岡駅から先は、天野川とJR東海の線路との間を走っている。

### 路線データ
- 起点：米原市天満（滋賀県道509号間田長浜線交点）
- 終点：米原市一色（滋賀県道19号山東一色線）
- 総延長：4.8 km

## 路線状況

### 重複区間
- 滋賀県道244号大野木志賀谷長浜線（米原市長岡・長岡北交差点 - 米原市長岡・長岡交差点）

### 道路施設

#### 橋梁
- 天野川橋（天野川、米原市）
- 新梓川橋（梓川、米原市）

## 地理

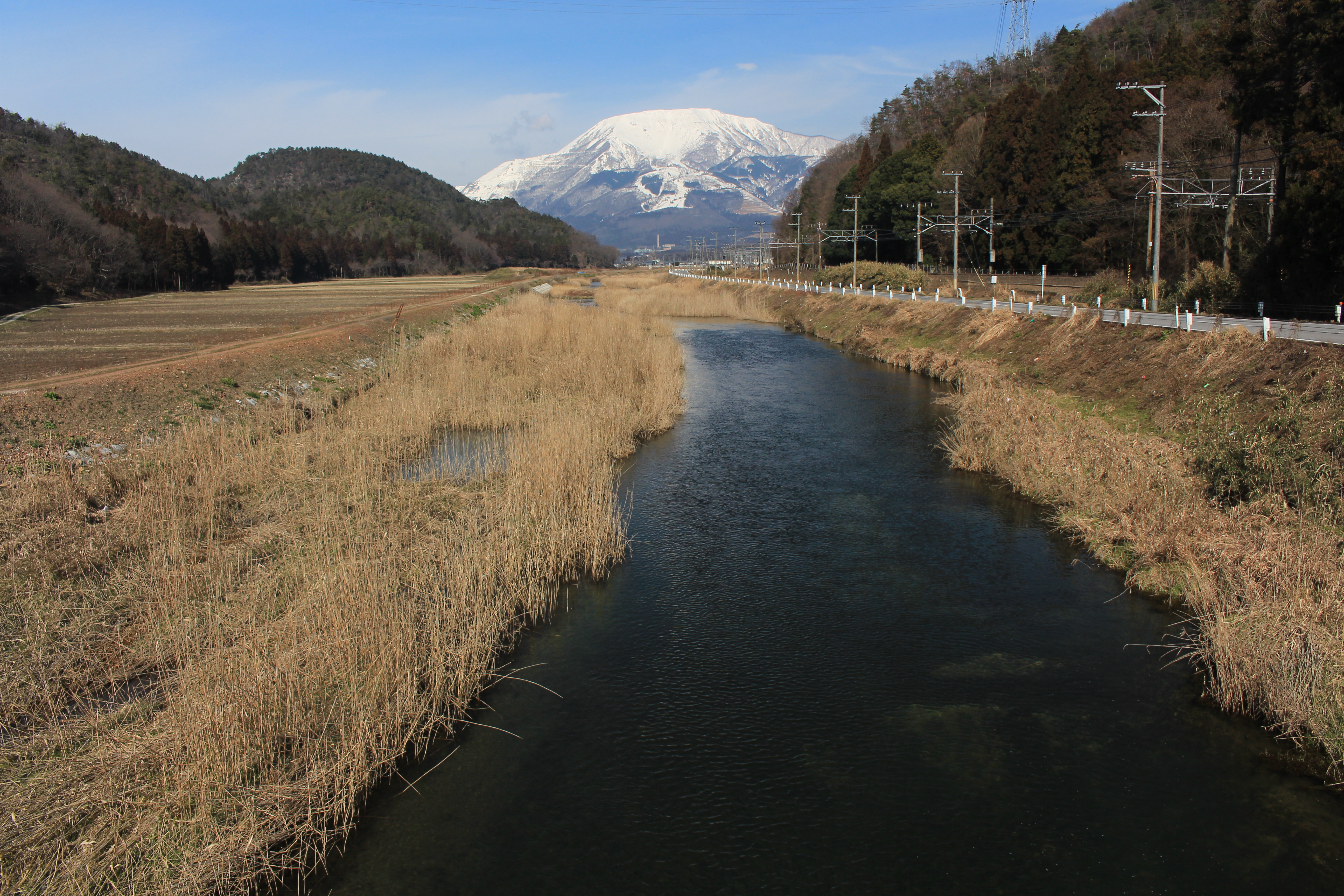
天野川と伊吹山、右側に滋賀県道248号天満一色線とJR東海東海道本線（近江長岡駅の手前）
滋賀県米原市長岡

### 通過する自治体
- 米原市

### 交差する道路
| 交差する道路                                                                            | 交差する場所 | 交差する場所 |
| --------------------------------------------------------------------------------------- | ------------ | ------------ |
| 滋賀県道509号間田長浜線                                                                 | 天満         | 起点         |
| 滋賀県道244号大野木志賀谷長浜線 重複区間起点 滋賀県道244号大野木志賀谷長浜線 / バイパス | 長岡         | 長岡北交差点 |
| 滋賀県道244号大野木志賀谷長浜線 重複区間終点                                            | 長岡         | 長岡交差点   |
| 滋賀県道19号山東一色線                                                                  | 一色         | 終点         |

### 交差する鉄道
- 東海道新幹線

### 沿線
- グリーンパーク山東
- 山東郵便局
- 滋賀銀行 山東支店
- JR東海東海道本線 近江長岡駅
- 長岡ゲンジボタル発生地
- 丸栄コンクリート